# 1422 Strömgrenia
1422 Strömgrenia este un asteroid din centura principală, descoperit pe 23 august 1936, de Karl Reinmuth.